# Creoleon loanguanus
Creoleon loanguanus är en insektsart som först beskrevs av Navás 1913.  Creoleon loanguanus ingår i släktet Creoleon och familjen myrlejonsländor. Inga underarter finns listade i Catalogue of Life.